# Computadora de balística
Una computadora de balística es un equipo informático instalado en ingenios militares que calcula la trayectoria y comportamiento balístico de proyectiles. Gracias a sensores externos como colimadores láser, sensores de viento lateral, termómetros y otros datos como presión barométrica, altitud, velocidad relativa del casco, velocidad angular de giro de la torreta, distancia al objetivo, calcula la solución de tiro óptima con las mayores probabilidades de impacto.
Están conectados con los controles de giro de la torreta y sistemas de elevación del arma. Gracias a esto son capaces de adelantar el disparo si el blanco está en movimiento, al calcular su posición futura teniendo en cuenta el tiempo que el proyectil tarda en trazar su trayectoria balística mientras está en el aire, haciendo posible que ambos se encuentren. También compensan el movimiento relativo si la propia plataforma de disparo se encuentra en movimiento sumando o restando (lead) cuando es necesario y super-elevan el cañón automáticamente de forma que compensan la caída del proyectil con la distancia.
Cada tipo de proyectil tiene un comportamiento balístico único, por lo que requerirá un programa o software de tiro específico que deberá ser introducido en la computadora antes del disparo. Esto se realiza manualmente, seleccionando con un interruptor el tipo de munición que se ha cargado para disparar, o mediante otro tipo de sistema, pero siempre antes de efectuar el tiro. Un error en la selección del programa balístico dará como resultado la pérdida del proyectil salvo que la distancia al blanco sea de unos pocos centenares de metros. Cualquier error de selección de programa afectará de forma dramática a la precisión, pero como ejemplo más extremo, con un programa balístico en la computadora para munición cinética o sabot, que tiene una trayectoria muy tensa, cualquier otra munición disparada no alcazará el blanco por falta de super-elevación. Al contrario, un programa de otras municiones provocará que el proyectil cinético se pierda por encima del blanco.
La mayoría de ingenios militares que usan cañones están equipados con equipos informáticos de este tipo, aunque con características diferentes. Morteros y artillería tienen software balístico para distancias y proyectiles pero no capacidad automática para añadir direccionamiento. Los tanques principales de batalla tienen todas estas características.
- Datos: Q5550162